# Margarida (Disney)
Margarida (Daisy Duck em inglês), é uma das personagens de banda desenhada/história em quadrinhos e cartoon/desenho animado da Walt Disney. Ela foi criada como a contraparte feminina e namorada de Pato Donald, e apareceu pela primeira vez no desenho Mr. Duck Steps Out em 1940. No Brasil, esta história foi publicada em 1973, na revista "Cinqüentenário Disney 1", com o título "Donald Encontra Margarida".
Margarida tem o temperamento de Donald, mas tem um grande controle sobre este, e tende a ser mais sofisticada que seu namorado. Ela geralmente não usa calças ou vestido. Ela é geralmente mostrada tendo uma grande afinidade com Donald.
Margarida é a tia das trigêmeas Lalá, Lelé e Lili, que servem como contraparte de Huguinho, Zezinho e Luisinho.
Em algumas aparições, Margarida é apresentada como amiga íntima de Minnie Mouse.

## Donna
Segundo algumas fontes, Margarida foi introduzida em 1937 Donna, ainda não há evidências conflitantes sobre se Donna era uma versão inicial da Margarida  ou uma personagem completamente separada. No entanto, a The Walt Disney Company lançou um button colecionável em 1999, que afirma: "estréia Margarida como Donna 1937," solidifica o fato de que Margarida e Donna eram, na verdade, a mesma personagem
Donna fez sua única aparição animada no curta-metragem Don Donald (1937), dirigido por Ben Sharpsteen. Foi a primeira parte da série do Pato Donald e também foi a primeira vez Donald foi mostrado com um interesse amoroso. Na história, Donald viaja ao México para cortejar uma pata que é em grande parte uma versão feminina de si mesmo. Ela é retratada com o mesmo temperamento mal-humorado e impaciente e até foi dublado pelo dublador de Donald, Clarence Nash. No final da história que ela está mal-humorada e abandona Donald no deserto depois que seu carro quebra.
Algumas fontes consideram Don Donald como o curta de estreia de Margarida. Dentre as fontes estão os sites The Encyclopedia of Animated Disney Shorts e Big Cartoon DataBase. Além disso, Don Donald está incluído no DVD lançado pela Disney: " "Best Pals: Donald and Daisy." A identificação de Consuelo como o surgimento da Margarida é ajudado pelo fato de que outros personagens Disney, como Pateta, também foram introduzidos sob nomes diferentes (Dippy Dawg), aparências e maneirismos. "Donna" em italiano é também o equivalente de " Don ", um título que Donald recebe no curta-metragem.
No entanto, em 1951, a personagem reaparece por continuidade retroativa em uma tira de jornal como uma rival inconsciente de Margarida pelo afeto de Donald.

## Revista em quadrinhos
Margarida teve sua própria revista no Brasil, por duas vezes. Na primeira série, que durou de Julho de 1986 até Fevereiro de 1997 teve 257 edições; quinzenais até a edição 243 e mensais da 244 até a 257.
A segunda edição durou de Setembro de 2004 até Janeiro de 2007. Teve apenas 25 edições, mensais.

### Almanaque da Margarida
Teve duas edições, de periodicidade irregular. A número 1 em Novembro de 1988 e a número 3 em Julho de 1996. Por um erro de numeração, não existe o número 2, pulou-se direto para o 3.

## Nome em vários idiomas
- Inglês: Daisy Duck
- Alemão: Daisy Duck
- Croata: Vlatka Patka
- Finlandês: Iines Ankka
- Sueco: Kajsa Anka
- Dinamarquês: Andersine And
- Islandês: Andrésína Önd
- Norueguês: Dolly Duck
- Espanhol: Pata Daisy
- Francês: Daisy
- Grego: Daizi Dak (Νταίζυ Ντακ)
- Holandês: Katrien Duck
- Indonésio: Desi Bebek
- Italiano: Paperina
- Letão: Deizija
- Lituano: Antytė Rožė
- Sami do Norte: Silbon Vuojaš
- Polonês: Kaczka Daisy
- Húngaro: Daisy kacsa
- Russo: Deyzi Dak (Дейзи Дак)
- Turco: Deyzi
- Basco: Daisy ahatea
- Esperanto: Dezi Anaso
- Latim: Margarita Anas